# کوپچال
کوپچال (به ترکی آذربایجانی: Küpçal) یک منطقه مسکونی در جمهوری آذربایجان است که در شهرستان قوبا واقع شده است. کوپچال ۴۹۹ نفر جمعیت دارد.